# طرخشقون قيرغيزي
طرخشقون قيرغيزي (باللاتينية: Taraxacum kirghizicum ) هو نوع نباتي يتبع جنس الطرخشقون من القبيلة الشيكورية.